# Горгипп
Горгипп (др.-греч. Γοργιππος) — царь Боспора. Был сыном Сатира I из династии Спартокидов, совместно правил со своим братом Левконом в Боспорском царстве. Горгипп стал наместником восточной части государства, то есть Синдики, со столицей в колонии Горгиппия (бывшая Синдская гавань), где он предположительно и правил до самой своей смерти в 349 г. до н. э.
Против него восстал Перисад, его родственник и претендент на трон. Горгипп пытался воспрепятствовать этому, он приказал поймать Перисада и разгромить всю враждебную группировку, но Перисад привлёк на свою сторону многих знатных и влиятельных людей. В стране началась гражданская война, Горгипп одержал победу, заговорщики были пойманы и преданы расправе, но Перисаду удалось бежать в Понт. Перисад воспользовался тем, что Горгипп неожиданно тяжело заболел и, тайно вернувшись в Боспор, начал новую борьбу за власть. Горгипп не всех заговорщиков разоблачил, а родственники тех, кого Горгипп казнил, жаждали мести. С их помощью Перисад поднял новое восстание, сначала он захватил большую часть страны, потом занята была столица. Горгипп из-за болезни не смог оказывать никакого сопротивления и умер. Перисад стал новым царём Боспорского государства.